# Scevà (ebraico)
Lo scevà, dal termine ebraico שְׁוָא (shĕvā, /ʃəˈwaːʔ/; traducibile come “insignificante”, “nullo”), chiamato anche schwa (trascrizione di origine tedesca; [ʃva]) è una vocale del niqqud, un segno paragrafematico, costituito da due puntini ( ְ ) situati sotto un grafema consonantico, che indica l'assenza di una vocale successiva al segno (detta scevà naḥ), o la presenza di una vocale senza qualità e senza quantità (detta scevà nà); è un suono vocalico neutro, non arrotondato, senza accento o tono, di scarsa sonorità e quindi spesso considerabile una vocale media centrale.
È trascritto con il simbolo IPA /ə/ e ha una posizione centrale nel diagramma vocalico. Può essere traslitterato come ⟨e⟩, ⟨ĕ⟩, ⟨ə⟩, ⟨'⟩ o senza alcun segno. Corrisponde al carattere Unicode U+05B0.